# Nekrolog 4. Quartal 1930
Nekrolog
◄◄
| ◄
| 1926
| 1927
| 1928
| 1929
| 1930 | 1931 | 1932 | 1933 | 1934 | ► | ►►
1. Quartal |
2. Quartal |
3. Quartal |
4. Quartal 1930
Weitere Ereignisse | Allgemeiner Nekrolog 1930
Die Beschreibung der verstorbenen Person sollte so kurz wie möglich gehalten sein und nur deren signifikante Tätigkeit(en) enthalten.
Neue Namen ggf. auch unter dem Geburts- und Sterbedatum, also etwa unter 1. Januar und im Geburts- und Sterbejahr (2024) eintragen (nur bei entsprechender großer Wichtigkeit). Für Beispiele siehe die schon vorhandenen Artikel.
Außerdem über die fünf zuletzt Verstorbenen, zu denen es einen ausreichend guten Artikel für eine Präsentation auf der Hauptseite gibt, nach der todesbedingten Überarbeitung der Artikel ggf. auch unter Wikipedia Diskussion:Hauptseite informieren und sie am besten auch in den anderen Wikipedia-Sprachversionen eintragen. Tipp: Regelmäßig bei news.google.de nach „ist tot“, „gestorben“ oder „verstorben“ suchen.
Wenn eine Person gestorben ist, gibt es viele Seiten zu dieser Person in der Wikipedia, die davon auch betroffen sind und entsprechend aktualisiert werden müssen. Beispiele: Namenübersichtsseite, Geburtsjahr, Geburtsort-Seiten und viele mehr.
Wie finde ich die betroffenen Seiten?
Im Suchfeld auf der linken Seite gibt man den Suchbegriff so ein: „Vorname Nachname“. Dann klickt man auf Volltext und alle Seiten mit entsprechendem Suchtext werden aufgerufen. Hier sieht man dann schnell, wo auch das Todesjahr Sinn macht oder sogar ein Teil des Artikels angepasst werden muss. Auch hilft das „Werkzeug“ auf der linken Seite sehr gut, um solche Seiten aufzufinden: „Links auf diese Seite“. Somit ist die Wikipedia wieder aktuell in allen Bereichen! Hinweis: bei Eintragung der Kategorie „Gestorben JAHR“ wird der Missbrauchsfilter 49 ausgelöst, was jedoch nicht schlimm ist. Siehe: Spezial:Missbrauchsfilter/49
Dies ist eine Liste von im vierten Quartal 1930 verstorbenen bekannten Persönlichkeiten. Die Einträge erfolgen innerhalb der einzelnen Daten alphabetisch sortiert. Tiere sind im Nekrolog für Tiere zu finden.

## Oktober
| Tag         | Name                                  | Beruf, bekannt als                                                                        | Alter | Beleg |
| ----------- | ------------------------------------- | ----------------------------------------------------------------------------------------- | ----- | ----- |
| 1. Oktober  | Riccardo Drigo                        | italienischer Dirigent und Komponist                                                      | 84    |       |
| 1. Oktober  | Albert Henry Fullwood                 | australischer Maler, Illustrator und Radierer                                             | 67    |       |
| 1. Oktober  | Paul Wiesner                          | deutscher Regattasegler                                                                   | 75    |       |
| 2. Oktober  | Hermann Föry                          | deutscher Bildhauer und Keramiker                                                         | 51    |       |
| 2. Oktober  | Friedrich Loose                       | deutscher Pfarrer und Regionalhistoriker                                                  | 77    |       |
| 2. Oktober  | Gordon Northcott                      | kanadischer Serienmörder                                                                  | 23    |       |
| 3. Oktober  | Leopold Krenn                         | österreichischer Schriftsteller, Librettist, Couplettexter, Bühnenautor und Drehbuchautor | 79    |       |
| 3. Oktober  | Georg Kugel                           | deutscher Bildhauer, Kunstgewerbler und Fachschullehrer                                   | 82    |       |
| 3. Oktober  | Friedrich Ludwig                      | deutscher Historiker, Musikwissenschaftler und Hochschullehrer                            | 58    |       |
| 4. Oktober  | Friedrich Carl Andreas                | deutscher Iranist                                                                         | 84    |       |
| 4. Oktober  | Philipp Offenheimer                   | jüdischer Unternehmer, Kommerzienrat, Erfinder                                            | 69    |       |
| 4. Oktober  | Olena Ptschilka                       | ukrainische Schriftstellerin, Journalistin und Ethnologin                                 | 81    |       |
| 4. Oktober  | Wilhelm Rohmeder                      | deutscher Lehrer, Schriftsteller und Stadtschulrat                                        | 87    |       |
| 4. Oktober  | Karl Staudt                           | deutscher Landschafts- und Porträtmaler                                                   | 46    |       |
| 5. Oktober  | Stina Berg                            | schwedische Schauspielerin                                                                | 60    |       |
| 5. Oktober  | Joe Fogler                            | US-amerikanischer Bahnradsportler                                                         | 46    |       |
| 5. Oktober  | George Herbert Scott                  | britischer Luftfahrtpionier, Ingenieur und Offizier                                       | 42    |       |
| 5. Oktober  | Christopher Thomson, 1. Baron Thomson | britischer Politiker, Brigadegeneral und Peer                                             | 55    |       |
| 6. Oktober  | Səməd ağa Ağamalıoğlu                 | aserbaidschanischer Politiker                                                             | 62    |       |
| 6. Oktober  | Richard Kühnelt                       | österreichischer Schriftsteller                                                           | 53    |       |
| 7. Oktober  | Karl Dincklage                        | deutscher Politiker (NSDAP)                                                               | 56    |       |
| 7. Oktober  | Albin Gnos                            | Schweizer Politiker (Katholisch-Konservative)                                             | 64    |       |
| 7. Oktober  | Rudolf Henning                        | deutscher Mediävist und Germanist                                                         | 78    |       |
| 7. Oktober  | Georg Matzdorff                       | deutscher Architekt und kommunaler Baubeamter in Berlin                                   | 66    |       |
| 8. Oktober  | Paul Uhle                             | deutscher Pädagoge und Archivar                                                           | 74    |       |
| 9. Oktober  | Niels Andersen                        | dänischer Sportschütze                                                                    | 63    |       |
| 9. Oktober  | Enrico Forlanini                      | italienischer Ingenieur und Luftfahrtpionier                                              | 81    |       |
| 9. Oktober  | William Irvin Swoope                  | US-amerikanischer Politiker                                                               | 68    |       |
| 10. Oktober | Charles F. Curry                      | US-amerikanischer Politiker                                                               | 72    |       |
| 10. Oktober | Adolf Engler                          | deutscher Botaniker                                                                       | 86    |       |
| 10. Oktober | Gustav Menzel                         | deutscher Politiker (USPD, KPD)                                                           | 63    |       |
| 10. Oktober | Georgi Metschkonew                    | bulgarischer Offizier                                                                     | 72    |       |
| 10. Oktober | Armitage Trail                        | US-amerikanischer Schriftsteller                                                          |       |       |
| 11. Oktober | Gottlob Banzhaf                       | deutscher Unternehmer                                                                     | 71    |       |
| 11. Oktober | Isaac B. Cameron                      | US-amerikanischer Politiker                                                               | 79    |       |
| 11. Oktober | Ludwig Wullstein                      | deutscher Chirurg                                                                         | 66    |       |
| 12. Oktober | Günther Wagner                        | deutscher Chemiker und Unternehmer                                                        | 88    |       |
| 13. Oktober | Henri Allizé                          | französischer Diplomat                                                                    | 70    |       |
| 13. Oktober | Alexander Harrison                    | US-amerikanischer Marinemaler                                                             | 77    |       |
| 13. Oktober | Ardolph Loges Kline                   | US-amerikanischer Politiker                                                               | 72    |       |
| 14. Oktober | Henry Creamer                         | amerikanischer Songwriter                                                                 | 51    |       |
| 14. Oktober | Wilhelm Pelizaeus                     | deutscher Kaufmann, Bankier und spanischer Konsul in Ägypten                              | 79    |       |
| 15. Oktober | August Beuermann                      | deutscher Politiker (DVP), MdR                                                            | 62    |       |
| 15. Oktober | Herbert Henry Dow                     | US-amerikanischer Chemiker und Industrieller                                              | 64    |       |
| 15. Oktober | Hermann Gollancz                      | britischer Rabbiner und Hebraist                                                          | 77    |       |
| 15. Oktober | Albert Grisar                         | belgischer Segler                                                                         | 60    |       |
| 15. Oktober | Ernest Henry Wilson                   | englisch-amerikanischer Botaniker und Pflanzenjäger                                       | 54    |       |
| 16. Oktober | Otto von Bülow                        | deutscher Kapitän zur See im Ersten Weltkrieg                                             | 56    |       |
| 17. Oktober | Bernhard Averbeck                     | deutscher Jurist und Industrie-Manager                                                    | 56    |       |
| 17. Oktober | Julius Einödshofer                    | österreichischer Komponist und Kapellmeister                                              | 67    |       |
| 18. Oktober | Paul Ebner                            | österreichischer Filmmanager und Filmproduzent beim deutschen Stummfilm der 1920er Jahre  | 45    |       |
| 18. Oktober | Alexander Munro MacRobert             | schottischer Politiker und Jurist                                                         |       |       |
| 18. Oktober | Adolf Marcuse                         | deutscher Astronom                                                                        | 69    |       |
| 18. Oktober | Anton Graf von Monts                  | deutscher Diplomat                                                                        | 78    |       |
| 18. Oktober | Cornelius Reitsamer                   | österreichischer Feuerwehrmann und Brandrat aus Salzburg                                  | 73    |       |
| 18. Oktober | Wladimir Schewiakoff                  | russischer Biologe                                                                        | 71    |       |
| 19. Oktober | August Böhm von Böhmersheim           | österreichischer Geograph und Alpinist                                                    | 72    |       |
| 19. Oktober | Leopold Fonck                         | deutscher jesuitischer Theologe und Hochschullehrer                                       | 65    |       |
| 19. Oktober | Constantin von Monakow                | russisch-schweizerischer Neurologe und Neuropathologe                                     | 76    |       |
| 19. Oktober | Karl Rummelhardt                      | österreichischer Politiker (CS), Stadtrat in Wien                                         | 57    |       |
| 19. Oktober | Jakob Schmitt                         | deutscher Theologe und Politiker (Zentrum), MdL                                           | 65    |       |
| 19. Oktober | Otto Thomas                           | deutscher Politiker und Gewerkschaftsfunktionär                                           | 44    |       |
| 19. Oktober | František Wald                        | tschechoslowakischer Chemiker                                                             | 69    |       |
| 20. Oktober | Fritz Hass                            | deutscher Maler, Illustrator, Karikaturist, Fotograf                                      | 65    |       |
| 20. Oktober | Jurij Tjutjunnyk                      | ukrainischer Offizier, Politiker, Drehbuchautor und Schauspieler                          | 39    |       |
| 20. Oktober | Philip Turnbull                       | walisischer Hockeyspieler                                                                 | 51    |       |
| 20. Oktober | Valeriano Weyler                      | spanischer General und Generalkapitän auf Kuba                                            | 92    |       |
| 21. Oktober | Elisabeth Altmann-Gottheiner          | deutsche Frauenrechtlerin und eine der ersten deutschen Hochschullehrerinnen              | 56    |       |
| 21. Oktober | Friedrich Otto Armin Loofs            | deutscher Arzt und Schriftsteller                                                         | 44    |       |
| 21. Oktober | Otis Wingo                            | US-amerikanischer Politiker                                                               | 53    |       |
| 23. Oktober | Giuseppe Aiello                       | italo-amerikanischer Mafioso                                                              | 40    |       |
| 23. Oktober | Vicente Casanova y Marzol             | spanischer Erzbischof und Kardinal                                                        | 76    |       |
| 23. Oktober | Eugen Drollinger                      | deutscher Architekt und Baubeamter                                                        | 72    |       |
| 23. Oktober | Paul Schröder                         | deutscher Politiker (DNVP, DVFP), MdR                                                     | 43    |       |
| 23. Oktober | Pierre-Marie Termier                  | französischer Geologe                                                                     | 71    |       |
| 24. Oktober | Paul Appell                           | französischer Mathematiker                                                                | 75    |       |
| 24. Oktober | Serhij Dloschewskyj                   | ukrainischer Philologie und Archäologe                                                    | 41    |       |
| 24. Oktober | Hans Gabriel Jentzsch                 | deutscher Grafiker, Illustrator und Karikaturist                                          | 67    |       |
| 24. Oktober | Max Kiesling                          | deutscher Cellist                                                                         | 64    |       |
| 25. Oktober | Alexander Baerwald                    | deutscher Architekt und Maler                                                             | 53    |       |
| 25. Oktober | Hans Chlumberg                        | deutscher Dramatiker                                                                      | 33    |       |
| 25. Oktober | Waldemar Haffkine                     | Bakteriologe                                                                              | 70    |       |
| 25. Oktober | Alfred von und zu Liechtenstein       | liechtensteinischer Regierungschef                                                        | 55    |       |
| 25. Oktober | Karl Riess                            | österreichischer Architekt                                                                | 93    |       |
| 26. Oktober | Werner Wolffheim                      | deutscher Musikschriftsteller                                                             | 53    |       |
| 28. Oktober | Paul Frangenheim                      | deutscher Chirurg                                                                         | 54    |       |
| 28. Oktober | Mary Harrison McKee                   | US-amerikanische First Lady (1892–1893)                                                   | 72    |       |
| 28. Oktober | Wilhelm von Hohenau                   | preußischer Generalleutnant                                                               | 76    |       |
| 28. Oktober | Marcell Nemes                         | ungarischer Kunstsammler                                                                  | 64    |       |
| 29. Oktober | Paul von Koerner                      | deutscher Verwaltungsjurist und Diplomat                                                  | 80    |       |
| 29. Oktober | Johann Traber                         | Schweizer Bankenpionier                                                                   | 76    |       |
| 30. Oktober | Fanny von Bernstorff                  | norddeutsche Zeichnerin und Kinderbuchautorin                                             | 90    |       |
| 30. Oktober | Augustinus Kilian                     | Bischof von Limburg                                                                       | 73    |       |
| 30. Oktober | Charles D. Newton                     | US-amerikanischer Jurist und Politiker                                                    | 69    |       |
| 30. Oktober | Angela Nikoletti                      | österreichische Lehrerin (Südtirol)                                                       | 25    |       |
| 30. Oktober | Josef Schofer                         | badischer Politiker (Zentrum) und katholischer Priester                                   | 64    |       |
| 30. Oktober | Toyoda Sakichi                        | japanischer Erfinder                                                                      | 63    |       |
| 31. Oktober | Alexandre Guillot                     | Schweizer evangelischer Geistlicher                                                       | 81    |       |
| 31. Oktober | Pierce Charles de Lacy O’Mahony       | irischer Politiker und Philanthrop                                                        | 80    |       |
| 31. Oktober | Emma Döll                             | deutsche Politikerin (USPD/KPD)                                                           | 57    |       |
|             | Said al-Schawa                        | palästinensischer Politiker und erster Bürgermeister von Gaza-Stadt                       |       |       |

## November
| Tag          | Name                                            | Beruf, bekannt als                                                                              | Alter | Beleg |
| ------------ | ----------------------------------------------- | ----------------------------------------------------------------------------------------------- | ----- | ----- |
| 1. November  | Karl Oettinger                                  | österreichischer Chemiker und Hochschullehrer                                                   |       |       |
| 2. November  | Felix Berber                                    | deutscher Violinist                                                                             | 59    |       |
| 2. November  | Karl Giebel                                     | deutscher Politiker (SPD), MdR und Gewerkschafter                                               | 52    |       |
| 2. November  | Oliver Perry Hay                                | US-amerikanischer Zoologe und Paläontologe                                                      | 84    |       |
| 2. November  | Viggo Jensen                                    | dänischer Gewichtheber, Sportschütze und Leichtathlet                                           | 56    |       |
| 2. November  | Johannes Mohn                                   | deutscher Verleger                                                                              | 74    |       |
| 2. November  | Georg Reuter                                    | deutscher Richter                                                                               | 75    |       |
| 2. November  | Wilhelm Schluchtmann                            | deutscher Politiker (SPD), MdL                                                                  | 53    |       |
| 3. November  | Rosalía Abreu                                   | kubanische Naturforscherin                                                                      | 68    |       |
| 4. November  | Akiyama Yoshifuru                               | General der kaiserlich japanischen Armee                                                        | 71    |       |
| 4. November  | Evelyn Colyer                                   | britische Tennisspielerin                                                                       | 28    |       |
| 4. November  | Arthur Dickinson                                | englischer Fußballtrainer                                                                       |       |       |
| 4. November  | John C. Floyd                                   | US-amerikanischer Politiker                                                                     | 72    |       |
| 5. November  | Christiaan Eijkman                              | niederländischer Hygieniker, Nobelpreisträger für Medizin                                       | 72    |       |
| 5. November  | Luigi Facta                                     | italienischer Politiker, Mitglied der Camera dei deputati                                       | 68    |       |
| 5. November  | Steve Ferrigno                                  | Mafioso in New York City                                                                        | 30    |       |
| 5. November  | Peter Kreuder                                   | deutscher Opernsänger und Theaterregisseur                                                      | 60    |       |
| 5. November  | Alfred Mineo                                    | Mafioso                                                                                         |       |       |
| 5. November  | Paul Pawlowitsch                                | deutscher Anarchist und Sozialdemokrat                                                          | 66    |       |
| 6. November  | George Alexander                                | australischer Cricketspieler                                                                    | 79    |       |
| 6. November  | Adolf Wölfli                                    | Schweizer Maler                                                                                 | 66    |       |
| 7. November  | Victor Beigel                                   | englischer Pianist und Gesangspädagoge ungarischer Abstammung                                   | 60    |       |
| 7. November  | Alexis-Armand Charost                           | französischer Geistlicher, Erzbischof und Kardinal                                              | 69    |       |
| 7. November  | Rudolf Alfred Höger                             | österreichischer Maler                                                                          | 53    |       |
| 7. November  | Pierre Lasserre                                 | französischer Schriftsteller, Philosoph und Homme de lettres                                    | 63    |       |
| 7. November  | Alfonso Mistrangelo                             | italienischer Kardinal                                                                          | 78    |       |
| 8. November  | Johannes Gussmann                               | Landtagsabgeordneter Volksstaat Hessen                                                          | 49    |       |
| 8. November  | Hans Suter                                      | Schweizer Jurist und Politiker                                                                  | 70    |       |
| 8. November  | Samuel Löb Zitron                               | jüdischer Schriftsteller, Lexikograph, Kritiker                                                 | 68    |       |
| 9. November  | Tasker H. Bliss                                 | US-amerikanischer Offizier, General der Armee und Diplomat der Vereinigten Staaten              | 76    |       |
| 9. November  | Olga Cordes                                     | deutsche Malerin und Schriftstellerin                                                           | 62    |       |
| 9. November  | Arno Franz                                      | deutscher Verlagsleiter und Schriftsteller                                                      | 49    |       |
| 9. November  | Hermann Görz                                    | deutscher Elektrotechniker und Unternehmer                                                      | 69    |       |
| 9. November  | Anselma Heine                                   | deutsche Schriftstellerin und Journalistin                                                      | 75    |       |
| 9. November  | Robert Kauer                                    | österreichischer Klassischer Philologe                                                          | 62    |       |
| 9. November  | Bird Segle McGuire                              | US-amerikanischer Politiker                                                                     | 65    |       |
| 10. November | Hans Maria Glatz                                | österreichischer Maler und Grafiker                                                             | 52    |       |
| 10. November | Henry Parland                                   | finnlandschwedischer Dichter und Schriftsteller                                                 | 22    |       |
| 10. November | Georg Plock                                     | deutscher Theologe                                                                              |       |       |
| 11. November | T. Coleman du Pont                              | US-amerikanischer Geschäftsmann und Politiker                                                   | 66    |       |
| 11. November | Paul Hensel                                     | deutscher Philosoph, Sozialwissenschaftler und Volkswirt                                        | 70    |       |
| 11. November | William Kettner                                 | US-amerikanischer Politiker                                                                     | 65    |       |
| 11. November | Caleb R. Layton                                 | US-amerikanischer Politiker                                                                     | 79    |       |
| 11. November | Hans Thierfelder                                | deutscher Biochemiker                                                                           | 72    |       |
| 12. November | Pelham Aldrich                                  | britischer Admiral                                                                              | 85    |       |
| 12. November | Karl Bücher                                     | deutscher Volkswirt und Zeitungswissenschaftler                                                 | 83    |       |
| 12. November | Eduard Adrian Dussek                            | österreichischer Maler                                                                          | 59    |       |
| 12. November | John M. Gearin                                  | US-amerikanischer Politiker                                                                     | 79    |       |
| 12. November | Carrie Pringle                                  | österreichische Sopranistin                                                                     | 71    |       |
| 12. November | Ernst Frech                                     | deutscher Oberamtmann und Landrat                                                               | 63    |       |
| 13. November | Léo Sachs                                       | französischer Komponist                                                                         | 74    |       |
| 13. November | Johann Paul Leberecht Strack                    | Senator der Hansestadt Lübeck                                                                   | 67    |       |
| 14. November | Edmund Meisel                                   | deutscher Dirigent, Komponist und Violinist                                                     | 36    |       |
| 14. November | Georg von Petersenn                             | deutscher Hochschullehrer, Professor für Musik                                                  | 81    |       |
| 14. November | Georg Westling                                  | finnischer Segler                                                                               | 51    |       |
| 14. November | Yang Kaihui                                     | chinesische Politikergattin, Ehefrau von Mao Zedong                                             | 29    |       |
| 15. November | Adalbert Fuchs                                  | österreichischer Abt                                                                            | 62    |       |
| 15. November | Henry Harnischfeger                             | amerikanischer Unternehmer deutscher Herkunft                                                   | 75    |       |
| 15. November | Pierina Legnani                                 | italienische Balletttänzerin                                                                    | 62    |       |
| 15. November | Jakob Stoller                                   | deutscher Geologe und Hochschullehrer                                                           | 57    |       |
| 16. November | Ernst Boie                                      | deutscher Großkaufmann, Politiker und estnischer Konsul                                         | 66    |       |
| 16. November | Den Kenjirō                                     | japanischer Politiker                                                                           | 75    |       |
| 16. November | Karl Geiser                                     | Schweizer Hochschullehrer, Behördenleiter und Heimatforscher                                    | 68    |       |
| 16. November | Waldemar Krah                                   | deutscher Fregattenkapitän im Ersten Weltkrieg und Vorsitzender der Marine-Offizier-Vereinigung | 56    |       |
| 17. November | Hartmann Ammann                                 | österreichischer Historiker und Archivar                                                        | 74    |       |
| 17. November | Natalja Garschina-Engelhardt                    | russisch-sowjetische Kunsthistorikerin und Archäologin                                          | 43    |       |
| 17. November | Hans Jessen                                     | deutscher Architekt                                                                             | 56    |       |
| 17. November | Hans Kniep                                      | deutscher Botaniker und Universitätsprofessor                                                   | 49    |       |
| 17. November | Karl Leth                                       | österreichischer Bankfachmann und Finanzminister                                                | 69    |       |
| 17. November | Lucas Strack-Bellachini                         | deutscher Zauberkünstler                                                                        | 69    |       |
| 18. November | Matwei Jakowlewitsch Charlamow                  | russisch-sowjetischer Bildhauer                                                                 | 59    |       |
| 18. November | Clarence Don Clark                              | US-amerikanischer Politiker                                                                     | 79    |       |
| 18. November | Franz Doerksen                                  | deutscher Landwirt und Politiker (MFP), MdR                                                     | 70    |       |
| 18. November | Alfred Hartranft                                | deutscher Kommunalpolitiker und Landtagsabgeordneter                                            | 83    |       |
| 18. November | Adam Heilmann                                   | deutscher reformierter Theologe                                                                 | 70    |       |
| 18. November | Elbert L. Lampson                               | US-amerikanischer Politiker                                                                     | 78    |       |
| 18. November | Hermann Lauer                                   | deutscher Theologe, Journalist, Kirchenhistoriker und Heimatforscher                            | 59    |       |
| 18. November | Walter Lübke                                    | preußischer Politiker (DVP) und Oberbürgermeister der Stadt Bad Homburg vor der Höhe            | 69    |       |
| 18. November | Richard Müller                                  | deutscher Architekt, Professor und Rektor                                                       | 53    |       |
| 18. Dezember | Arthur Schieck                                  | deutscher Politiker                                                                             | 83    |       |
| 18. November | Käthe Schirmacher                               | deutsche Politikerin (DNVP) und Autorin, Person der Frauenbewegung                              | 65    |       |
| 18. November | Leopoldo Torricelli                             | italienischer Radrennfahrer                                                                     | 37    |       |
| 19. November | Gustave Gagnon                                  | kanadischer Organist, Musikpädagoge und Komponist                                               | 88    |       |
| 19. November | Hermann Hoogeweg                                | deutscher Archivar und Historiker                                                               | 73    |       |
| 19. November | Franz Erich Kassbaum                            | deutscher Architekt und preußischer Baubeamter                                                  | 45    |       |
| 19. November | Werner Kümmel                                   | deutscher Hals-Nasen-Ohren-Arzt und Hochschullehrer                                             | 64    |       |
| 19. November | Wilhelm Lamberg                                 | deutscher Politiker                                                                             | 55    |       |
| 20. November | William Holland                                 | US-amerikanischer Sprinter                                                                      | 56    |       |
| 20. November | Wolf Rudolf Freiherr Marschall von Altengottern | preußischer Offizier, zuletzt General der Kavallerie im Ersten Weltkrieg                        | 75    |       |
| 20. November | Leonhard Niederlöhner                           | deutscher Gastwirt, Landwirt und Politiker, Bürgermeister, MdR                                  | 76    |       |
| 21. November | Simon Angerpointner                             | deutscher Mühlen- und Sägewerkbesitzer und Politiker, MdR, Bürgermeister                        | 76    |       |
| 21. November | Ernst Fuchs                                     | österreichischer Augenarzt                                                                      | 79    |       |
| 21. November | August Jauch                                    | deutscher Gutsherr und Politiker, MdHB                                                          | 82    |       |
| 21. November | Pierre Maillon                                  | französischer Automobilrennfahrer                                                               | 50    |       |
| 21. November | Mary Scharlieb                                  | britische Ärztin                                                                                | 85    |       |
| 22. November | Josef Breitner                                  | österreichischer Bildhauer                                                                      | 65    |       |
| 22. November | August Heisenberg                               | deutscher Byzantinist                                                                           | 61    |       |
| 22. November | Johannes Hübschmann                             | deutscher Politiker, Oberbürgermeister von Chemnitz (1917–1930)                                 | 63    |       |
| 22. November | Paul Raud                                       | estnischer Maler                                                                                | 65    |       |
| 22. November | Wilhelm Sander                                  | Architekt                                                                                       | 69    |       |
| 23. November | Lynnwood Farnam                                 | kanadischer Organist und Hochschullehrer                                                        | 45    |       |
| 23. November | John G. Price                                   | US-amerikanischer Jurist und Politiker                                                          | 59    |       |
| 23. November | Marie Wackwitz                                  | deutsche Politikerin (SPD, USPD, KPD), MdR, Frauenrechtlerin und Journalistin                   | 65    |       |
| 24. November | René Blondlot                                   | französischer Physiker                                                                          | 81    |       |
| 24. November | Berthold Lange                                  | deutscher Unternehmer                                                                           | 70    |       |
| 24. November | Heinrich Lhotzky                                | deutscher Schriftsteller                                                                        | 71    |       |
| 25. November | Adolf Brakl                                     | österreichischer Theaterschauspieler, -intendant, Komiker und Opernsänger (Tenor/Bariton)       | 74    |       |
| 25. November | Preston Dickinson                               | amerikanischer Maler des Modernismus                                                            | 41    |       |
| 25. November | Adolf Gottschewski                              | deutscher Kunsthistoriker und Kunsthändler                                                      | 55    |       |
| 25. November | Pio Rajna                                       | italienischer Romanist                                                                          | 83    |       |
| 25. November | Heinrich Ranafier                               | deutscher Ingenieur des Eisenbahnwesens und Geheimer Oberbaurat                                 | 84    |       |
| 26. November | Alfred Alsleben                                 | deutsch-baltischer Leichtathlet in Riga                                                         | 39    |       |
| 26. November | Jacob Koerfer                                   | deutscher Architekt                                                                             | 55    |       |
| 26. November | Otto Sverdrup                                   | norwegischer Seefahrer und Polarforscher                                                        | 76    |       |
| 27. November | Joseph Epstein                                  | deutscher Physiker, Hochschullehrer und Elektrotechniker                                        | 68    |       |
| 27. November | John Quayle                                     | US-amerikanischer Politiker                                                                     | 61    |       |
| 27. November | Ludwig Turban der Jüngere                       | badischer Beamter                                                                               | 73    |       |
| 28. November | Viktor Albrecht                                 | preußischer Offizier, General der Infanterie                                                    | 71    |       |
| 28. November | Erik Henningsen                                 | dänischer Maler und Illustrator                                                                 | 75    |       |
| 28. November | Konstantin VI.                                  | ökumenischer Patriarch von Konstantinopel (1924–1925)                                           |       |       |
| 28. November | Otto Schubert                                   | deutscher Architekt                                                                             | 76    |       |
| 29. November | Alexander Trappen                               | deutscher Architekt                                                                             | 77    |       |
| 30. November | Mary Harris Jones                               | US-amerikanische Gewerkschafterin und Sozialrevolutionärin                                      | 93    |       |
| 30. November | Gustav Schläger                                 | deutscher Lehrer und Vegetarier                                                                 | 61    |       |
| 30. November | Michel Vieuchange                               | französischer Abenteurer                                                                        | 26    |       |
|              | Rasmus Villumsen                                | grönländischer Expeditionsteilnehmer                                                            | ≈23   |       |
|              | Alfred Wegener                                  | deutscher Meteorologe, Polar- und Geowissenschaftler                                            | 50    |       |

## Dezember
| Tag          | Name                             | Beruf, bekannt als                                                                                               | Alter | Beleg |
| ------------ | -------------------------------- | --- | ----- | ----- |
| 1. Dezember  | Panos Aravantinos                | griechisch-deutscher Bühnenbildner                                                                               | 46    |       |
| 1. Dezember  | Gustaf Estlander                 | finnischer Architekt und Segler                                                                                  | 54    |       |
| 1. Dezember  | Adolph Hoffmann                  | deutscher Politiker (SAPD, SPD, USPD), MdR, Schriftsteller, Verleger                                             | 72    |       |
| 1. Dezember  | Peder Klint                      | dänischer Maler und Architekt                                                                                    | 77    |       |
| 1. Dezember  | Rudolf Kunz                      | Schweizer Offizier                                                                                               | 74    |       |
| 2. Dezember  | Ferdinand Rintelen               | deutscher Landrat                                                                                                | 91    |       |
| 3. Dezember  | Carsten Adolf Krüger             | deutscher Politiker und Förderer der Bergedorf-Geesthachter Eisenbahn                                            | 83    |       |
| 3. Dezember  | Georg Snay                       | deutscher Politiker (DDP), Oberbürgermeister in Görlitz (1906–1927)                                              | 68    |       |
| 4. Dezember  | Hans Herschel                    | deutscher Politiker (Zentrum), MdR                                                                               | 55    |       |
| 5. Dezember  | Raul Brandão                     | portugiesischer Schriftsteller                                                                                   | 63    |       |
| 5. Dezember  | Orlando Hubbs                    | US-amerikanischer Politiker                                                                                      | 90    |       |
| 5. Dezember  | Manfred Noa                      | deutscher Filmregisseur und Szenenbildner                                                                        | 36    |       |
| 6. Dezember  | Jean Börlin                      | schwedischer Ballett-Tänzer und Choreograf                                                                       | 37    |       |
| 7. Dezember  | Otto Beit                        | britischer Unternehmer und Philanthrop                                                                           | 65    |       |
| 7. Dezember  | Werner Borchardt                 | deutscher Physiologe und Klimatologe                                                                             | 30    |       |
| 7. Dezember  | Jesús Flores Magón               | mexikanischer Journalist und Politiker                                                                           | 59    |       |
| 7. Dezember  | Georg Honigmann                  | deutscher Internist und Medizinhistoriker                                                                        | 67    |       |
| 7. Dezember  | Noe Ramischwili                  | georgischer Politiker (Sozialdemokrat), 1918 Premierminister                                                     | 49    |       |
| 7. Dezember  | Johannes Seyffert                | deutscher Architekt und Hochschullehrer                                                                          | 61    |       |
| 8. Dezember  | Antonio Bernocchi                | italienischer Politiker und Textilunternehmer                                                                    | 71    |       |
| 8. Dezember  | Karl Busz                        | deutscher Mineraloge                                                                                             | 67    |       |
| 8. Dezember  | Florbela Espanca                 | portugiesische Lyrikerin                                                                                         | 36    |       |
| 8. Dezember  | Heinrich Flügel                  | deutscher Architekt und Baubeamter                                                                               | 81    |       |
| 8. Dezember  | Eugen Hofmeister                 | deutscher Maler, Zeichenlehrer, Kunsterzieher, Künstler, Pädagoge und Professor in Tübingen                      | 87    |       |
| 8. Dezember  | Charles D. Kimball               | US-amerikanischer Politiker                                                                                      | 71    |       |
| 8. Dezember  | Felix Löhnis                     | deutscher Agrarbakteriologe                                                                                      | 56    |       |
| 8. Dezember  | Felix Porsch                     | deutscher Politiker (Zentrumspartei), MdR                                                                        | 77    |       |
| 8. Dezember  | Julius Rolshoven                 | US-amerikanischer Porträt-, Genre- und Landschaftsmaler                                                          | 72    |       |
| 9. Dezember  | Paul Frank Baer                  | US-amerikanischer Pilot                                                                                          | 34    |       |
| 9. Dezember  | Eugen Brandeis                   | deutscher Ingenieur und kaiserlicher Kolonialbeamter im Pazifik                                                  | 84    |       |
| 9. Dezember  | Lauritz Christiansen             | norwegischer Segler                                                                                              | 62    |       |
| 9. Dezember  | Laura Muntz Lyall                | kanadische Malerin des Impressionismus                                                                           | 70    |       |
| 9. Dezember  | Madeleine Roch                   | französische Schauspielerin                                                                                      | 47    |       |
| 10. Dezember | Sergei Gawrilowitsch Nawaschin   | russischer Botaniker                                                                                             | 72    |       |
| 11. Dezember | Friedrich von Bernhardi          | preußischer General der Kavallerie und Militärhistoriker                                                         | 80    |       |
| 11. Dezember | José Toribio Medina Zavala       | chilenischer Bibliograf und Geschichtsschreiber                                                                  | 78    |       |
| 12. Dezember | Lee Slater Overman               | US-amerikanischer Politiker                                                                                      | 76    |       |
| 12. Dezember | Nikolai Nikolajewitsch Pokrowski | russischer Politiker, Außenminister                                                                              | 65    |       |
| 12. Dezember | Robert William Rogers            | US-amerikanischer Religionswissenschaftler und Altorientalist                                                    | 66    |       |
| 13. Dezember | Fritz Pregl                      | österreichischer Chemiker                                                                                        | 61    |       |
| 13. Dezember | Franziska Zach                   | österreichische Malerin, Grafikerin, Email- und Freskokünstlerin                                                 | 30    |       |
| 15. Dezember | Johannes Hoffmann                | deutscher Politiker (DVP, SPD), MdR, bayerischer Ministerpräsident zur Zeit der Münchner Räterepublik            | 63    |       |
| 16. Dezember | Adolf Baumgartner                | deutsch-schweizerischer Klassischer Philologe und Historiker                                                     | 75    |       |
| 16. Dezember | Salomon Eberhard Henschen        | schwedischer Arzt                                                                                                | 83    |       |
| 16. Dezember | Carl Oesterley junior            | deutscher Maler                                                                                                  | 91    |       |
| 17. Dezember | Olga Fialka                      | österreich-ungarische Malerin                                                                                    | 82    |       |
| 17. Dezember | Frank L. Greene                  | US-amerikanischer Politiker (Republikanische Partei)                                                             | 60    |       |
| 17. Dezember | Nikolai Alexejewitsch Kassatkin  | russischer Maler                                                                                                 | 70    |       |
| 17. Dezember | Baudilio Palma                   | guatemaltekischer Präsident                                                                                      |       |       |
| 17. Dezember | Smith Streeter                   | US-amerikanischer Roquespieler                                                                                   | 86    |       |
| 17. Dezember | William Suermondt                | deutscher Industrieller                                                                                          | 90    |       |
| 17. Dezember | Peter Warlock                    | britischer Komponist und Musikkritiker                                                                           | 36    |       |
| 17. Dezember | Ernst Anton Wülfing              | deutscher Mineraloge und Chemiker                                                                                | 70    |       |
| 18. Dezember | Percy von Bernstorff             | deutscher Politiker                                                                                              | 72    |       |
| 18. Dezember | Klaus Clemens                    | deutscher SA-Mann, welcher bei einer Demonstration zwischen Kommunisten und Nationalsozialisten erschossen wurde | 22    |       |
| 18. Dezember | Edward José                      | belgischer Schauspieler, Regisseur und Drehbuchautor                                                             | 65    |       |
| 18. Dezember | Ulrich Rauscher                  | deutscher Journalist, Autor und Diplomat                                                                         | 46    |       |
| 18. Dezember | Adolf Rothermundt                | russischer Industrieller, nachmaliger Dresdner Kunstmäzen und -sammler                                           | 84    |       |
| 19. Dezember | Gustava Bley                     | deutsche Komponistin, Musikerin und Chorleiterin                                                                 | 86    |       |
| 19. Dezember | Jens Christian Christensen       | dänischer liberaler Politiker, Mitglied des Folketing und Ministerpräsident                                      | 74    |       |
| 19. Dezember | Johnny Douglas                   | britischer Boxer und Cricketspieler                                                                              | 48    |       |
| 19. Dezember | Richard Hempel                   | deutscher Geodät                                                                                                 | 73    |       |
| 19. Dezember | Hans von Krafft-Ebing            | deutscher Verwaltungsjurist im Großherzogtum Baden                                                               | 76    |       |
| 19. Dezember | Walerija O’Connor-Wilinska       | ukrainische Schriftstellerin                                                                                     | 63    |       |
| 19. Dezember | Josef Schreieck                  | österreichischer Orgelbauer                                                                                      | 63    |       |
| 19. Dezember | Conrad Willgerodt                | deutscher Chemiker                                                                                               | 89    |       |
| 20. Dezember | Ernst Amme                       | deutscher Industrieller                                                                                          | 67    |       |
| 20. Dezember | Herbert Patrick Devitte          | englischer Journalist und Fussballschiedsrichter                                                                 |       |       |
| 20. Dezember | Gerrit J. Diekema                | US-amerikanischer Politiker                                                                                      | 71    |       |
| 20. Dezember | Hermann Dostal                   | österreichischer Komponist und Arrangeur                                                                         |       |       |
| 20. Dezember | Theodor Kober                    | deutscher Luftschiffkonstrukteur und Mitarbeiter Zeppelins                                                       | 65    |       |
| 20. Dezember | Hans Peppler                     | deutscher Schauspieler und Regisseur                                                                             | 47    |       |
| 21. Dezember | Huang Tushui                     | taiwanischer Bildhauer                                                                                           | 35    |       |
| 21. Dezember | Gustav Lastig                    | deutscher Rechtswissenschaftler und Hochschullehrer                                                              | 86    |       |
| 22. Dezember | Adolf Cluss                      | deutscher Agrarchemiker                                                                                          | 68    |       |
| 22. Dezember | James Stewart Hine               | US-amerikanischer Entomologe                                                                                     | 64    |       |
| 23. Dezember | Marie Fillunger                  | österreichische Sängerin                                                                                         | 80    |       |
| 23. Dezember | Mustafa Fehmi Kubilay            | türkischer Lehrer und Nationalheld                                                                               |       |       |
| 23. Dezember | Ferdinand Martini                | deutscher Schauspieler                                                                                           | 60    |       |
| 23. Dezember | Johannes Rehmke                  | deutscher Philosoph                                                                                              | 82    |       |
| 23. Dezember | August Schätzlein                | deutscher Lehrer und Heimatforscher in Gütersloh                                                                 | 71    |       |
| 23. Dezember | Carl Spaeter                     | deutscher Industrieller                                                                                          | 68    |       |
| 23. Dezember | Wilhelm Spiegelberg              | deutscher Ägyptologe                                                                                             | 60    |       |
| 24. Dezember | Eduard David                     | deutscher Politiker (SPD), MdR                                                                                   | 67    |       |
| 24. Dezember | Edmund Lober von Karstenrod      | österreichischer Feldmarschalleutnant                                                                            | 73    |       |
| 24. Dezember | Oskar Nedbal                     | böhmischer Komponist und Dirigent                                                                                | 56    |       |
| 24. Dezember | Otto Schulze                     | deutscher Gartenkünstler und Stadtgartendirektor                                                                 | 61    |       |
| 25. Dezember | Hermes Fontes                    | brasilianischer Schriftsteller                                                                                   | 42    |       |
| 25. Dezember | Eugen Goldstein                  | deutscher Physiker                                                                                               | 80    |       |
| 25. Dezember | Hermann Gottschalk               | deutscher Lehrer, Komponist und Mittelschulreformer                                                              | 75    |       |
| 25. Dezember | Abraham Gumbel                   | deutscher Bankier und Kriegskritiker                                                                             | 78    |       |
| 25. Dezember | Harvey Worthington Loomis        | US-amerikanischer Komponist                                                                                      | 65    |       |
| 25. Dezember | Jakob Mändmets                   | estnischer Schriftsteller und Journalist                                                                         | 59    |       |
| 25. Dezember | Theodor Nöldeke                  | deutscher Orientalist                                                                                            | 94    |       |
| 25. Dezember | Alcide Louis-Joseph Railliet     | französischer Tierarzt, Parasitologe und Hochschullehrer an der École nationale vétérinaire d’Alfort             | 78    |       |
| 25. Dezember | Otto Strützel                    | deutscher Maler                                                                                                  | 75    |       |
| 26. Dezember | Julius von Blaul                 | deutscher Jurist und Regierungspräsident                                                                         | 77    |       |
| 26. Dezember | George Davison                   | englischer Fotograf, Manager und Philanthrop; Gründungsmitglied des Linked Ring                                  |       |       |
| 26. Dezember | Paul von Ploetz                  | preußischer General der Infanterie, Politiker                                                                    | 83    |       |
| 26. Dezember | Adolf Warschauer                 | deutscher Historiker                                                                                             | 75    |       |
| 27. Dezember | Francisco Defilippis Novoa       | argentinischer Schriftsteller                                                                                    | 41    |       |
| 27. Dezember | Gyula Farkas                     | ungarischer Physiker und Mathematiker                                                                            | 83    |       |
| 27. Dezember | Alfred Mond                      | britischer Industrieller und Politiker, Mitglied des House of Commons                                            | 62    |       |
| 28. Dezember | Karl Hirsch                      | deutscher Internist und Hochschullehrer                                                                          | 60    |       |
| 28. Dezember | Arthur Anthony Macdonell         | britischer Sanskritist                                                                                           | 76    |       |
| 28. Dezember | Antonio Mancini                  | italienischer Maler                                                                                              | 78    |       |
| 29. Dezember | Bernhard von Beck                | deutscher Chirurg und Universitätsprofessor                                                                      | 67    |       |
| 29. Dezember | Oscar Borg                       | norwegischer Komponist, Dirigent, Organist und Flötist                                                           | 79    |       |
| 29. Dezember | David J. O’Connell               | US-amerikanischer Politiker                                                                                      | 62    |       |
| 29. Dezember | Justin Panschab                  | österreichischer Zisterzienser und Abt von Lilienfeld                                                            | 71    |       |
| 29. Dezember | Wilhelm Dewitz von Woyna         | preußischer Verwaltungsjurist und Landrat                                                                        | 73    |       |
| 29. Dezember | Mauritz Leschly                  | dänischer Offizier                                                                                               | 89    |       |
| 30. Dezember | George Jacob Benner              | US-amerikanischer Politiker                                                                                      | 71    |       |
| 30. Dezember | Emil Fronz                       | österreichischer Kinderarzt                                                                                      | 70    |       |
| 30. Dezember | Francis Hugo                     | US-amerikanischer Jurist und Politiker (Republikanische Partei)                                                  | 60    |       |
| 30. Dezember | Johannes Kirmse                  | deutscher Fußballpionier und Sportfunktionär                                                                     | 54    |       |
| 30. Dezember | Josine Müller                    | deutsche Ärztin und Psychoanalytikerin                                                                           | 46    |       |
| 30. Dezember | Gerhard Röhr                     | deutscher Architekt                                                                                              | 71    |       |
| 31. Dezember | Otto Haas                        | deutscher Offizier, Generalleutnant der Reichswehr, Freikorpsführer                                              | 66    |       |
| 31. Dezember | Carl von Peistel                 | deutscher Verwaltungsjurist in Preußen                                                                           | 68    |       |